# Анна Мовсісян
Анна Мовсісян (нар. 15 липня 1988) — колишня вірменська тенісистка.
Найвищу одиночну позицію світового рейтингу — 773 місце досягла 20 квітня 2009, парну — 603 місце — 15 вересня 2008 року.
Завершила кар'єру 2013 року.

## Фінали ITF

### Парний розряд (0–3)
| Турніри $50,000 |
| Турніри $25,000 |
| Турніри $10,000 |

| Результат | Ранг | Дата           | Турнір                 | Покриття | Партнерка         | Суперниці                                   | Рахунок          |
| --------- | ---- | -------------- | ---------------------- | -------- | ----------------- | ------------------------------------------- | ---------------- |
| Поразка   | 1.   | 5 травня 2008  | Вік (Іспанія), Іспанія | Ґрунт    | Фатіма Ель Алламі | Ліза Сабіно Бенедетта Давато                | 2–6, 2–6         |
| Поразка   | 2.   | 30 червня 2008 | Ов'єдо, Іспанія        | Тверде   | Kim So-yeon       | Melisa Cabrera Handt Irene Rehburger Bescos | 3–6, 6–3, [4–10] |
| Поразка   | 3.   | 11 серпня 2008 | Ілава, Польща          | Ґрунт    | Ліза Маршалл      | Іма Богуш Романа Табак                      | 3–6, 2–6         |